# 델마 왓슨
델마 왓슨(Delmar Watson, 1926년 7월 1일 ~ 2008년 10월 26일)은 미국의 사진가, 배우이다.
로스앤젤레스에서 태어났으며 글렌데일에서 사망하였다. 사인은 전립선암이다.

## 영화
- 링컨 (1939년)
- 스미스씨 워싱톤 가다 (1939년)
- 크리스마스 캐롤 (1938년)
- 더 그레이트 오맬리 (1937년)
- 메이타임 (1937년)
- 체인드 (1934년)